# Lateralisation (Akustik)
Entsteht bei der Darbietung von Schall über Kopfhörer ein Hörereignis im Kopf des Zuhörers, wird mit dem Begriff Lateralisation die seitliche Auslenkung des Hörereignisses bezeichnet.

## Grundlagen

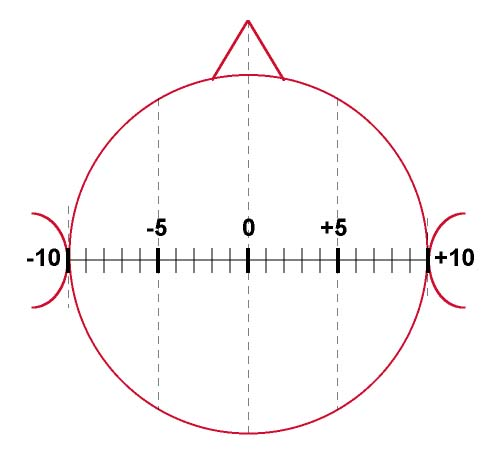
Abbilden von Hörereignissen im Kopf auf die Lateralisationsskala

Zur Beschreibung der seitlichen Auslenkung wird eine Lateralisationsskala von −10 bis +10 verwendet.
| −10 | bedeutet, das Hörereignis befindet sich am linken Ohr.                                                                 |
| +10 | bedeutet, das Hörereignis befindet sich am rechten Ohr.                                                                |
| 0   | bedeutet, das Hörereignis befindet sich im Kopf auf der Medianebene, d. h. auf der Ebene mitten zwischen beiden Ohren. |

Hörereignisse, die nicht genau auf der Verbindungslinie zwischen beiden Ohren entstehen, sondern darüber/darunter bzw. davor/dahinter, sollen hierbei auf diese Verbindungslinie projiziert werden (gestrichelte Linien im Bild).

## Anwendung
Angewandt wird die Bestimmung der Lateralisation z. B. in Hörversuchen zum Richtungshören. Hierbei wird versucht, den Effekt einzelner Einflussgrößen auf das Richtungshören zu erforschen, wie z. B. Laufzeitunterschiede zwischen beiden Ohren, Pegeldifferenzen zwischen beiden Ohren, Auswirkung von Direktschall und Reflexionen usw.

Durchgeführt werden solche Versuche mit Kopfhörern, da hiermit gezielt der Schall an beiden Ohren vorgegeben werden kann.
Die Aufgabe der Versuchsperson ist fast immer darauf beschränkt, die seitliche Auslenkung der Hörereignisse zu beschreiben, und zwar projiziert auf eine beide Ohrkanalgänge verbindende Gerade. Diese in der Forschung angegebene „Gerade“ als Ohrverbindungslinie beschreibt jedoch nicht den Hörort, den überwiegend Tontechniker über Kopfhörer wahrnehmen.
Eine intensitätsstereofone Aufnahme wird nicht auf der Lateralisationsgeraden wahrgenommen, sondern diese „Linie“ ist nach oben gebogen, so dass Mittenschallquellen erhöht bis zur Schädeldecke hin lokalisiert erscheinen.
Vorteil dieses Vorgehens ist, man kann die Auswirkung jedes Effektes, der beim natürlichen Hören eine Rolle spielt oder spielen könnte, unabhängig von anderen untersuchen. So kann man z. B. die Auswirkung von Pegeldifferenzen zwischen beiden Ohren untersuchen, ohne dass Laufzeitdifferenzen vorliegen. Beim natürlichen Hören ist dieses nicht möglich.
Da hierbei aber (gewolltermaßen) der Schall an beiden Ohren erheblich vom natürlichen Hören abweicht, ist das Gehör nicht mehr in der Lage, eine Lokalisation des Schalls außerhalb des Kopfes vorzunehmen: Das Hörereignis wird im Kopf „lokalisiert“.
Um Versuchspersonen hierbei ein Hilfsmittel an die Hand zu geben, diese Hörereignisse in vergleichbarer Form beschreiben zu können, wurde die Lateralisationsskala (siehe oben) entwickelt.
Lateralisationsexperimente ergeben somit Aufschlüsse über die Auswertung interauraler Signaldifferenzen (ITD und ILD) durch das Gehör, die beim natürlichen Hören durch Beugung, Abschattung, Laufzeiten und Resonanzen an Kopf und Außenohren entstehen. Durch Lateralisationsversuche mit Kopfhörern kann man diese Signalunterschiede auf ihre „wirksamen“ Bestandteile untersuchen.
Hieraus können Hypothesen zum Richtungshören entwickelt werden, die sich auch auf das räumliche Hören im freien Schallfeld verallgemeinern lassen.
Ziel ist es, die Mechanismen des Hörens zu verstehen, und letztendlich die im-Kopf-Hörereignisse von Lateralisationsexperimenten mit wahrgenommenen Einfallsrichtungen beim natürlichen Hören in Beziehung zu setzen.
Die seitliche Auslenkung einer Phantomschallquelle bei Lautsprecher-Stereofonie wird in einigen Veröffentlichungen falsch mit Lateralisation bezeichnet. Das richtige Wort hierfür ist natürlich Lokalisation.